# Мелехово (Владимирская область)
Ме́лехово — посёлок городского типа в Ковровском районе Владимирской области России.
Образует одноимённое муниципальное образование посёлок Мелехово со статусом городского поселения.

## География
Расположен на правом берегу реки Нерехта (приток Клязьмы), в 12 км к югу от Коврова и в 72 км от областного центра.

## История
В XIX веке на территории нынешнего посёлка существовали 2 деревни Ковровского уезда: Мелехово Бельковской волости (в районе ул. Нагорной) и Федотово Великовской волости (в районе ул. Горной). В 1859 году в деревне Мелехово числилось 18 дворов, в 1905 году — 40 дворов, в 1926 году — 54 хозяйства.
В 1950 году начались разработки Мелехово-Федотовского месторождения известняков и доломитов. В 1958 году были объединены населённые пункты Мелехово, Федотово и Красная Горка, вновь образованный посёлок отнесён к категории рабочих посёлков с присвоением ему наименования Мелехово.

## Население
| 1859  | 1905  | 1926  | 1959  | 1970  | 1979  | 1989  | 2002  | 2009  |
| ----- | ----- | ----- | ----- | ----- | ----- | ----- | ----- | ----- |
| 141   | ↗247  | ↗256  | ↗4376 | ↗5779 | ↗6204 | ↘6180 | ↗7084 | ↘6612 |
| 2010  | 2011  | 2012  | 2013  | 2014  | 2015  | 2016  | 2017  | 2018  |
| ↗7039 | ↘7025 | ↘7006 | ↗7015 | ↗7026 | ↘7020 | ↘7000 | ↘6923 | ↘6834 |
| 2019  | 2020  | 2021  |       |       |       |       |       |       |
| ↘6756 | ↘6719 | ↘6560 |       |       |       |       |       |       |

Национальный состав
| Национальность | Численность, чел. | Доля     |
| -------------- | ----------------- | -------- |
| Русские        | 6055              | 92,32 %  |
| Таджики        | 74                | 1,13 %   |
| Узбеки         | 56                | 0,85 %   |
| Украинцы       | 48                | 0,73 %   |
| Татары         | 40                | 0,61 %   |
| Армяне         | 38                | 0,58 %   |
| Азербайджанцы  | 29                | 0,44 %   |
| Молдаване      | 20                | 0,30 %   |
| Белорусы       | 14                | 0,21 %   |
| Цыгане         | 10                | 0,15 %   |
| Чеченцы        | 8                 | 0,12 %   |
| Мордва         | 7                 | 0,11 %   |
| Другие         | 161               | 2,45 %   |
| Итого          | 6560              | 100,00 % |

## Экономика
В посёлке действуют такие предприятия, как Ковровское карьероуправление (добыча доломита, щебня, сырья для стекольных заводов и прочих нерудных строительных материалов), Владимирское карьероуправление (известняковый щебень, щебеночно-песчаные смеси, бутовый камень, минеральный порошок), завод по производству извести, общество с ограниченной ответственностью «Енисей» (добыча и изготовление изделий из белого камня), Ковровский комбинат растительных масел «Солнечный цветок», а также предприятия «Мипласт» (выпуск запчастей к ткацкому оборудованию) и «Агролес» (производство лесоматериалов).
В посёлке расположена мужская исправительная колония строгого режима ИК-6, в которой практикуются пытки, изнасилования, убийства и доведения до самоубийства заключённых.

## Спорт
Функционируют горнолыжный комплекс «Красная горка», а также ледовый дворец спорта.